# Волният ездач
„Волният ездач“ (на английски: Easy Rider) е американски пълнометражен независим игрален филм драма от 1969 година, режисиран от Денис Хопър. В лентата участват актьорите Питър Фонда, Денис Хопър и Джак Никълсън.

## Сюжет
След като продават значително количество дрога Били и Уайът постигат мечтата си – да бъдат богати. Двамата яхат моторите си и се отправят към Ню Орлиънс, където предстои голям празник. По пътя са арестувани. В затвора се запознават с млад адвокат със съмнителна репутация, който успява да ги измъкне. След сблъсък с местните, адвокатът е убит. Били и Уайът продължават към Ню Орлиънс...

## В ролите
| Изпълнител    | Роля                     |
| ------------- | ------------------------ |
| Питър Фонда   | Уайът                    |
| Денис Хопър   | Били                     |
| Джак Никълсън | Джордж Хенсън            |
| Тони Базил    | Мери                     |
| Карън Блек    | Карън                    |
| Люк Аскю      | Непознат на магистралата |
| Фил Спектър   | Наркодилър               |
| Уорън Финърти | Собственик на ранчо      |